# Puntada de cadeneta

Màquina de cosir produint un punt cadena utilitzant una llançadora oscil·latòria.

De les màquines de cosir d'una típica fàbrica de roba, la meitat poden ser màquines de puntada de cadena i l'altra meitat dividida entre màquines overlock i altres màquines especialitzades.

## Estructura

Màquina de cosir produint un punt cadena utilitzant el ganxo giratori d'Allen B Wilson.

El punt cadena utilitza dos fils, un de superior i un d'inferior. El punt es denomina cadena perquè els dos fils, el superior i l'inferior, es s'"encadenen" entre si en el forat de la tela pel qual passen. El fil superior corre des d'un rodet que està situat a la part superior de la màquina, passant per un mecanisme de tensió, a través d'un braç d'extracció, i finalment pel forat de l'agulla. Per la seva banda el fil inferior es troba enroscat en una bobina, que s'allotja en un receptacle en la secció inferior de la màquina sota la tela que es cus.
Per realitzar una puntada, la màquina baixa l'agulla enfilada perforant la tela fins a la zona de la bobina inferior, on un ganxo rotatori (o un altre mecanisme d'enganxall) enllaça el fil superior en el punt en el qual travessa l'ull de l'agulla. El mecanisme d'enganxament arrossega el fil superior embolicant en forma completa la caixeta de la bobina, amb la qual cosa produeix una embolicada del fil de la bobina. Després el braç d'extracció tira del fil superior que sobra (des de la zona de la bobina) cap a la part superior, formant la cadena. Llavors les dents de transport desplacen el material o tela una distància igual a la longitud de la puntada, i es repeteix el cicle.

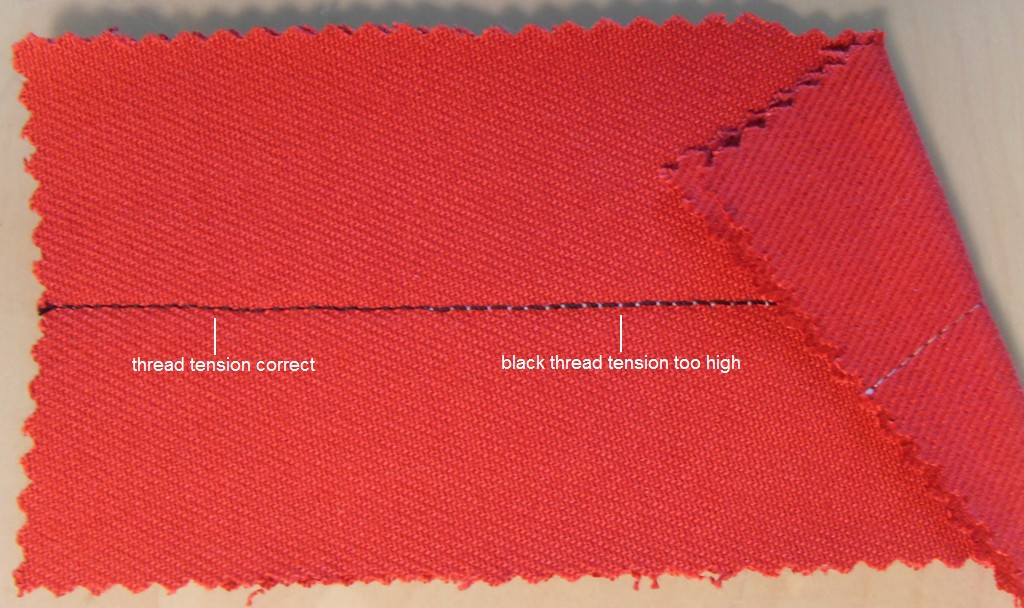
Il·lustració d'una tensió del fil correcta i incorrecta

En forma ideal, el punt cadena es forma al mig del gruix de la tela, o sigui: idealment el fil superior s'encadena amb el fil inferior a la zona del mig de la tela. Els mecanismes de tensió del fil, un per al fil superior i un altre per al fil inferior, eviten que cadascun d'aquests fils puguin desplaçar el punt d'encreuament fora de la zona del mig de la tela.